# Pony Pony Run Run
Pony Pony Run Run ist eine 2003 gegründete französische Elektropop-Band. Die Mitglieder sind Gaëtan (Gitarre, Gesang), Amaël (Bass) und Antonin (Piano). Ihr erstes Album You Need Pony Pony Run Run erschien im Juli 2009 beim französischen Label Wagram Music.

## Geschichte
Die Brüder Gaëtan und Amael Réchin Lê Ky-Huong und der Pianist Antonin Pierre lernten sich 2003 an der École supérieure des beaux arts de Nantes Métropole kennen. Nach ersten Erfahrungen als Band in der lokalen Szene von Nantes hatte die Gruppe zunächst in Frankreich, später europaweit erste Auftritte. Anfang des Jahres 2009 erschien das Debüt-Album You Need Pony Pony Run Run, das wie die erste Single Hey You in die französischen Charts einstieg.
Die zweite Single Walking on a Line erschien im Oktober 2009.

## Diskografie

### Alben
- 2009: You Need Pony Pony Run Run (Wagram Music)
- 2012: Pony Pony Run Run (Wagram Music)
- 2016: Voyage Voyage (PIAS)

### Singles und EPs
- 2009: Hey You (Wagram Music)
- 2009: Walking on a Line (Wagram Music)
- 2010: First Date Mullet (Wagram Music)
- 2010: Out of Control (Wagram Music)
- 2011: Just a Song (Wagram Music)
- 2012: Sorry (Wagram Music)
- 2012: Come Back to Me (Wagram Music)
- 2015: Alright (PIAS)
- 2015: Belong (PIAS)